# 夜を歩く士
『夜を歩く士』（よるをあるくそんび、英語表記：The Scholar Who Walks the night）は、2015年7月8日から2015年9月10日まで放送された韓国のテレビドラマ。吸血鬼になった男性と本売りの女性が繰り広げるファンタジーロマンスストーリー。全20話。日本では、KNTV、ホームドラマチャンネル、九州放送で放送された。

## あらすじ
時は李氏朝鮮時代。官吏キム・ソンヨル（イ・ジュンギ）は、悪の支配者クィ（イ・スヒョク）によって、親友チョンヒョン世子（イ・ヒョヌ）と許嫁イ・ミョンヒ（キム・ソウン）を亡くしてしまい、自らも吸血鬼になってしまう。その後、ソンヨルは自身の運命を狂わせたクィと闘う決心をする。

## 登場人物
- キム・ソンヨル：イ・ジュンギ

吸血鬼。元官吏。
人間の心と吸血鬼の本能を併せ持ち、クィを倒せる唯一の存在。
- イ・ユン：チャンミン（東方神起）

世孫（セソン。次々期王位継承者）。
- チョ・ヤンソン：イ・ユビ

腕利きの本屋。
- クィ：イ・スヒョク

悪の支配者。吸血鬼。
- チェ・ヘリョン：キム・ソウン

高官の娘。クィの手下。
ソンヨルの許嫁であるミョンヒと顔立ちが瓜二つ。
- イ・ミョンヒ：キム・ソウン

キム・ソンヨルの許嫁。
120年前、吸血鬼と化して苦しむソンヨルを目にし、彼のために自らの命を捧げる。
- チョンヒョン世子：イ・ヒョヌ

世子（セジャ。王位継承者）。キム・ソンヨルの親友。
クィを倒す方法を記した秘伝書を遺す。120年前、ソンヨルだけにクィの存在を明かし、共に作戦を企てるものの、志半ばで無念の死を遂げる。
- クヒャン：チャン・ヒジン

妓生（キーセン）。
ソンヨルを一途に想っている。

## スタッフ
- 脚本：チャン・ヒョンジュ
- 演出：イ・ソンジュン